# Fantaisie pour violon et piano de Schubert
Pour les articles homonymes, voir Fantaisie pour violon et piano.
Franz Schubert a composé sa Fantaisie en ut majeur pour violon et piano, op. posth. 159, D. 934, en décembre 1827. Ce fut la dernière de ses compositions pour violon et piano, créée en janvier 1828 par le violoniste Josef Slavík et le pianiste Carl Maria von Bocklet à Vienne,. Elle ne fut publiée qu'en 1850.
D'une seule pièce, elle est néanmoins divisée en sept sous parties et dure au total environ trente minutes. Sa partie centrale consiste en des variations sur un thème issu de son lied « Sei mir gegrüßt », D. 741.
L’œuvre est riche et techniquement difficile,, tant pour le violon que pour le piano,. Ses variations ont été vraisemblablement conçues dans le but de mettre en valeur la virtuosité du violoniste Slavík, tout en étant exigeante aussi pour le piano. Selon le pianiste Nikolai Lugansky en 2002, cette Fantaisie serait « ce qui a été écrit de plus difficile pour le piano, plus difficile que tous les concertos de Rachmaninov réunis ».

## Mouvements
- Andante moderato —
- Allegretto —
- Andantino —
- Andante molto —
- Allegro vivace —
- Allegretto —
- Presto